# Veronica tenuissima
Veronica tenuissima là một loài thực vật có hoa trong họ Mã đề. Loài này được Boriss. miêu tả khoa học đầu tiên năm 1955.